# ۴۱۳ (میلادی)
۴۱۳ (میلادی) چهارصد  و سیزدهمین سال تقویم میلادی است.

## درگذشتگان
‎